# Oyon (affluent du Jeu)
Pour les articles homonymes, voir Oyon.
L'Oyon est une rivière française qui coule dans le département de Maine-et-Loire. C’est un affluent du Jeu, donc un sous-sous-affluent de la Loire par le Jeu et le Layon.

## Géographie
Le Jeu prend naissance sur le territoire de la commune de Saint-Lézin dans les Mauges sous le nom de ruisseau de l'Angevinière il prend le nom de Oyon, puis prend le nom de ruisseau de la Contrie jusqu'à sa confluence avec le Jeu, à Chaudefonds-sur-Layon après un parcours de 12,1 km.

## Principaux affluents
L'Oyon a deux affluents contributeurs référencés.

## Communes traversées
- Maine-et-Loire : Saint-Lézin, La Jumellière et Chaudefonds-sur-Layon[2].